# 卓木拉日康峰
卓木拉日康峰（藏語：ཇོ་མོ་ལྷ་རི་གངས，威利转写：jo mo lha ri gangs，THL：Jomo Lhari Gang，藏语拼音：Qomo Lhari Kang，意為「神聖的女神雪山」）是喜马拉雅山脉的一座山峰，位于不丹加萨宗和中国西藏自治区的边界上。一般认为其高度是7046m，其他资料来源的高度从7034m到7121m不等。2013年首次成功登顶的中国登山者报告的GPS高度为7,054m。山名中的“卓木”在藏语中意为“女神”。

## 历史
2013年，中国登山者周鹏、李爽首次登顶卓木拉日康峰，此前本山峰并没有任何的攀登记录。
2016年，北京大学山鹰社尝试攀登卓木拉日康峰，最后到达海拔6600m处。